# Лохино (Московская область)
Лохино — деревня в Одинцовском районе Московской области, входит в состав городского поселения Одинцово.
Название деревни происходит от диалектного слова «лоха», которым в псковском и тверском говорах называли глупую женщину.
Другая версия названия деревни: Лох - так называли рыбу после икрометания. Облоховившаяся (отложившая икру) рыба, возвращалась после нереста в места своего постоянного обитания (см.словарь В. Даля). Первоначальное место расположения деревни Лохино - вблизи реки - место, куда могла идти рыба на нерест и там сбрасывать икру - облоховиться. Данная версия ближе к истине. Деревню, которая изначально находилась близ реки, перенесли в "сухопутное" место уже в Советское время. Свое название она сохранила, однако, теперешнее ее местоположение не даёт никакой привязки к водоёму и к "рыбной" истории.

## Население
| 2002 | 2006 | 2010 |
| ---- | ---- | ---- |
| 112  | →112 | ↗166 |

## Историческая справка
Первоначально деревня располагалась в 8 километрах севернее, в южной части современного Лохина острова, недалеко от бывшего Аксаевского озера. Точное время образования поселения на том месте неизвестно, но уже в XVIII веке наименование «деревня Лохино» упоминается в «Экономических примечаниях» вместе с Раздорами и Архангельским во владении князя Николая Алексеевича Голицына. На тот момент в ней насчитывалось 17 дворов и проживало 102 человека.
В середине XIX века Лохино, вместе с Архангельским, значилось во владении князя Бориса Николаевича Юсупова. В 17 дворах деревни проживало 68 душ мужского и 88 женского пола. В 1890 году в Лохине было уже 244 человека.
Судя по переписи 1926 года, здесь имелось 53 хозяйства, в которых проживало 268 человек, находился сельсовет. Из-за своего удачного месторасположения в советское время Архангельское становится местом отдыха представителей партийно-правительственной номенклатуры, и поэтому деревню Лохино переводят с острова, образованного течением реки Москвы и её старицы, на новое место, близ села Мамонова.
Перепись 1989 года отметила в Лохине 70 хозяйств и 111 постоянных жителей.

## Близлежащие населённые пункты
Деревня расположена на восточной окраине города Одинцово вдоль автодороги A100 Москва — Можайск (Можайское шоссе). На севере деревня граничит с хутором Никонорово, на востоке — новым микрорайоном «Новая Трёхгорка», за которым расположен посёлок Трёхгорка. На юге, по другую сторону шоссе Москва — Можайск, находится деревня Мамоново и микрорайон Баковка города Одинцово.

## Транспорт
Деревня расположена между остановочными пунктами Смоленского направления МЖД Сколково и Баковка. Многочисленные автобусные маршруты связывают Лохино и близлежащие населённые пункты с Москвой и Одинцовом.